# Барон Айлифф
Барон Айлифф  из Яттендона в графстве Беркшир — наследственный титул в системе Пэрства Соединённого королевства. Он был создан 22 июня 1933 года для газетного магната сэра Эдварда Айлиффа (1877—1960). В течение многих лет семья Айлифф контролировала газеты в Бирмингеме и Ковентри, в том числе «Бирмингем Пост», «Бирмингем Мэйл» и «Ковентри Телеграф», а также была совладелицей «Дейли Телеграф». Первый барон Айлифф также представлял Тамуэрт в Палате общин от консервативной партии (1923—1929). 
По состоянию на 2024 год носителем титула являлся его внук, Роберт Питер Ричард Айлифф, 3-й барон Айлифф (род. 1944), который стал преемником своего дяди в 1996 году. Он является сегодняшним коммодором яхт-клуба Royal Yacht Squadron в Каус Касла на острове Уайт. Лорд Айлифф и остальные члены семьи, согласно «Санди Таймс» от 2006 года, владеют состоянием в размере 200 миллионов фунтов стерлингов.

## Бароны Айлифф (1933)
- 1933—1960: Эдвард Могер Айлифф, 1-й барон Айлифф[англ.] (17 мая 1877 — 25 июля 1960), второй сын Уильяма Исаака Айлиффа (1843—1917)[1];
- 1960—1996: Эдвард Лэнгтон Айлифф, 2-й барон Айлифф[англ.] (25 января 1908 — 15 февраля 1996), старший сын предыдущего[2];
- 1996 — настоящее время: Роберт Питер Ричард Айлифф, 3-й барон Айлифф (род. 22 ноября 1944), старший сын достопочтенного Уильяма Генри Ричарда Айлиффа (1911—1959), племянник предыдущего[3];
  - Наследник титула: достопочтенный Эдвард Ричард Айлифф (род. 13 сентября 1968), старший сын предыдущего[4];
    - Наследник наследника: Генри Роберт Джон Айлифф (род. 9 сентября 1999), единственный сын предыдущего[5].